# 大洲平野インターチェンジ
大洲平野インターチェンジ（おおずひらのインターチェンジ）は、愛媛県大洲市平野町野田に建設が予定されている大洲・八幡浜自動車道（夜昼道路・大洲西道路）のインターチェンジである。。
当ICを境に、夜昼道路と大洲西道路に分かれる。

## 接続する道路
- 国道197号

## 周辺
- JR四国予讃線「伊予平野駅」

## 隣
大洲・八幡浜自動車道
大洲西道路（事業中）
大洲北只JCT（仮称） - 大洲平野IC
八幡浜道路（事業中）
大洲平野IC - 八幡浜東IC